# Bedros (ormiańśki współpatriarcha Jerozolimy)
Bedros (ur. ?, zm. ?) – w latach 1461–1476 ormiański współpatriarcha Jerozolimy